# Macromitrium crenulatum
Macromitrium crenulatum är en bladmossart som beskrevs av Georg Ernst Ludwig Hampe 1863. Macromitrium crenulatum ingår i släktet Macromitrium och familjen Orthotrichaceae. Inga underarter finns listade i Catalogue of Life.